# Waterford (Wisconsin)
Pour les articles homonymes, voir Waterford.
Waterford est un village des États-Unis, dans le comté de Racine au Wisconsin.
Sa population était de 5 368 habitants en 2010.